# 温罨法
温罨法（おんあんぽう）は、漢方医学の治療法の一つ。古くは熱熨法（ねついほう）とも呼んだ。人体（特に患部）を暖めることによって寒湿に由来する病状を緩和して、新陳代謝を活性化させる効果があると言われている。

## 概要
北京原人の遺跡から熱した石が発見されており、この時代にルーツを求める考古学者もいる。後に鍼の原型である砭石（べんせき）を用いる治療法が出現し、更には表面が丸や平らになった温罨法の専用の砭石が出現するようになり、これが温石のルーツとなった。
戦国時代の医学書『五十二病方』に温罨法についての記載があり、後に梁の医学書『砭経』にも精密な記載がある。
大きく分けて次の3つの方法がある。
- 水温法（すいおんほう）…砭石を熱してそれを水中や薬液に投じてお湯として、その湯の患部や局部を浸す。
- 火煨法（かわいほう）…砭石を火の気が残った灰の中に投じて、熱した砭石を患部や局部に当てる。
- 蔵身法（ぞうしんほう）…火で暖めた石を身に付けて、長くその熱で補養する。温石の原点にあたる。